# 나시다 마사타카
나시다 마사타카(일본어: 梨田 昌孝, 본명 : 梨田 昌崇(동음), 1953년 8월 4일 ~ )는 일본의 전 프로 야구 선수이자 야구 지도자, 야구 해설가·평론가이다. 시마네현 하마다시 출신이며 현역 시절 포지션은 포수였다.
2004년 시즌 끝으로 해체된 오사카 긴테쓰 버펄로스의 마지막 감독이며, 선수와 감독 양쪽 모두 같은 구단에서의 우승을 경험한 유일한 인물로 알려져 있다. 2008년부터 2011년까지 홋카이도 닛폰햄 파이터스 감독, 2016년부터 2018년 6월 16일까지 도호쿠 라쿠텐 골든이글스 감독을 역임했다.

## 인물

### 프로 입단 전
시마네 현립 하마다 고등학교 시절인 3학년 때 춘계·하계 고시엔 대회에 연속으로 출전(제43회 선발 대회, 제53회 선수권 대회)했지만 모두 1차전에서 패했다. 1971년 프로 야구 드래프트 2순위로 긴테쓰 버펄로스에 입단했다.

### 선수 시절
프로 1년차(1972년)부터 강한 어깨를 무기로 두각을 나타냈지만 타격면에서는 침체를 겪었다. 한때는 아리타 슈조에 주전 포수의 자리를 빼앗겼지만 타석에서 양팔을 구불구불하게 움직이는 폼인 일명 ‘곤약 타법’(コンニャク打法)을 개발해 승부에 강한 타격을 발휘하는 등 주전 포수의 자리를 탈환했다. 1979년에는 긴테쓰 구단 역사상 처음으로 퍼시픽 리그 우승 달성을 경험했고 1979년부터 1981년까지 3년 연속 베스트 나인과 다이아몬드 글러브상(현재의 미쓰이 골든 글러브상)을 동시에 수상하는 등 긴테쓰를 대표하는 포수로서 활약했다.
그러나 1986년 이후에는 어깨나 타격면에서 한계와 부담을 느껴 야마시타 가즈히코, 후루쿠보 겐지, 미쓰야마 히데카즈에 포수 자리를 양보하는 경우가 있었다. 1988년 시즌 끝으로 현역에서 은퇴했는데 현역 생활 마지막 안타는 일본 프로 야구에서의 명승부로 꼽힌 ‘10.19’의 더블헤더 1차전에서 때린 결승 적시타였다.
- 나시다의 현역 시절, 한큐 브레이브스의 ‘세계의 도루왕’이라는 별명이 유명한 후쿠모토 유타카가 있었다. 후쿠모토의 도루에는 타 구단에도 경계하고 있어 당시 일본 프로 야구계에서 1루와 2루를 다투는 강한 어깨를 가지고 있었던 나시다도 예외는 아니었다. 나시다는 여러 가지 궁리해나가며 후쿠모토가 1루에 있을 때 미리 오른쪽 다리를 뺀 다음 준비를 취하고, 투구를 잡고 나서 글러브 안에 있는 공을 오른손에서 빼내 송구를 하는 것이 아니라 글러브로 공을 뒤로 받아 넘겨 그대로 오른손으로 포구하는 것에 의해서 송구를 하는 데 걸리는 시간의 단축을 도모했다. 이것에 대한 보람이 있어 나시다는 후쿠모토가 누상에 있음에도 불구하고 5할대를 넘는 도루 저지율을 기록했다.
- 니시모토 유키오 감독 시절부터 아리타와의 병용이 자주 있었는데 나시다와 아리타는 일명 ‘아리나시 콤비’(ありなしコンビ)라고 불리면서 당시에는 “두 명 모두 타 구단에 가면 주전은 틀림없다”라고 말해질 정도였다. 시즌이 끝나면 긴테쓰에 “어느 쪽인지를 트레이드해주었으면 한다”라는 희망이 있었다고 한다. 이 상태에서는 아리타가 요미우리 자이언츠로 이적하는 1985년까지 계속되었다. ‘아리나시 콤비’의 성공 이후 복수의 포수 병용이 긴테쓰 전술의 특징이 되면서 긴테쓰에서 규정 타석을 채운 포수는 1985년의 나시다 이후에는 한 명도 나오지 않았다.
- 긴테쓰가 리그 우승할 당시(1979년, 1980년)의 주전 포수였지만 당시 에이스였던 스즈키 게이시는 주로 아리타와 함께 배터리를 짰다. 스즈키가 개인 통산 300승을 달성한 경기에서는 나시다가 포수 마스크를 쓰고 있었다.
- 오사카부 후지이데라시에서는 1985년에 나시다가 새로운 주택을 건축하려고 했을 때에 오사카에 사람이 살고있던 최고의 유적으로 여겨지면서 일본 내에서도 최고의 부류에 들어가는 유적이 발견되어 ‘하사미야마 유적 나시다 지점’(はさみ山遺跡梨田地点)이라는 이름이 붙여졌다.

### 야구 평론가 시절
1989년에 NHK의 야구 해설위원으로 발탁되어 긴테쓰에 복귀할 때까지 맡고 있었다.
- 1989년, 월드 시리즈의 취재를 위해 오클랜드 애슬레틱스의 홈구장인 오클랜드 알라메다 카운티 콜리세움을 방문하고 있던 나시다는 로마 프리에타 지진이 일어나면서 급거 현지에서의 피해 상황을 알려주는 리포터를 맡았다.
- 1990년과 1991년에는 일요일밤에 방송된 NHK 종합 텔레비전의 스포츠 뉴스 《선데이 스포츠》의 사회도 맡았다.

### 긴테쓰 코치·감독
1993년에 1군 작전 코치 겸 배터리 코치로서 친정팀인 긴테쓰에 복귀했고 1996년부터 1999년까지 긴테쓰 2군 감독을 거쳐 2000년에 1군 감독으로 부임했다. 나시다는 고바야시 시게루, 마유미 아키노부와 함께 긴테쓰 백화점 CF에 출연하여 긴테쓰 노선의 역내 포스터와 전동차 내부의 열차 광고로 등장했고 모로조프의 화이트 데이 이미지 캐릭터로 등장한 적도 있다.
감독 취임 1년째인 2000년에는 최하위(6위)로 끝났지만 이듬해 2001년에는 긴테쓰 구단 역사상 4번째이자 구단으로서의 마지막 퍼시픽 리그 우승으로 이끌었다. 전년도 최하위 팀에서 우승을 달성한 사례는 1975년 최하위에서 다음해 1976년에 우승한 나가시마 시게오가 이끄는 요미우리 자이언츠 이래의 기록이다. 2001년 일본 시리즈를 앞두고 상대 팀인 야쿠르트 스왈로스의 와카마쓰 쓰토무 감독과 함께 사진 촬영에 임하면서 긴장의 기색이 없는 와카마쓰와는 대조적으로 카메라를 향해서 웃는 표정을 내보였지만, 1승 4패의 성적을 기록하여 우승 달성에는 실패했다. 2002년에는 2위, 2003년은 3위를 기록하면서 상위권 성적을 남겼다.
2004년 시즌 중에 동년 시즌 마지막으로 긴테쓰가 오릭스 블루웨이브와 합병, 소멸하는 것이 결정되면서 시즌 마지막 경기 전날 나시다는 선수들에게 다음과 같이 말했다.
| “ | 모두 가슴을 펴며 플레이를 해라. 너희가 붙이고 있는 등번호는 모두 긴테쓰 버펄로스의 영구 결번이다. | ” |

오릭스와 합병할 당시 긴테쓰의 색깔을 남기기 위해 배려한 오릭스측으로부터 수석 코치를 맡아달라는 제의가 있었지만 오릭스의 감독으로 부임한 오기 아키라 만류로 거절했다. 어디까지나 ‘긴테쓰의 나시다’로서 유니폼 벗는 것을 기대했기 때문에 긴테쓰 구단이 해체되기 전인 10월 15일부로 퇴단했다. 오기는 나시다의 입장을 마음 속으로 이해하고 있어 나시다 본인도 은사의 한 사람으로 있는 오기의 힘으로도 되고 싶었다고 느끼는 등 오기가 사망한 이후에 이렇게 회고했다.
긴테쓰에서 한 시즌 이상을 맡은 역대 16명의 감독 중에서 통산 성적에서 승수가 많은 감독은 미하라 오사무, 니시모토 유키오, 오기 아키라, 나시다 등 4명이다.
- 언행이 부드럽고 농담을 좋아할 정도의 온후한 성격을 가진 인물로 알려져 있지만 긴테쓰 2군 감독 시절에 낫아웃 되어 벤치에 글러브를 벗어 내팽개치지고 있던 마에카와 가쓰히코를 때려 눕힌 적도 있었다.
- 긴테쓰 감독 시절에는 외국인 선수에 대한 사전 평가가 실제와는 정반대의 결과가 나오는 경우가 많았다. 예를 들면, 감독 취임 1년째인 2000년에 개막전 선발 투수로 기용한 밥 월코트는 3승 4패, 평균자책점 6점대의 초라한 성적으로 1년 만에 방출당했고, 2001년 스프링 캠프에서 “15승은 기대할 수 있다”라고 높은 평가를 받았던 윌 플린트는 1승도 올리지 못한 채 시즌 도중에 방출되었다. 타자 중에서는 “부머 웰스와 닮았다”라고 극찬한 프레디 가르시아는 타율 1할 대, 1개의 홈런을 기록하며 시즌 중반에 팀을 떠났고 “대단한 투수가 왔다”라고 평가한 케빈 번도 뚜렷한 성적을 남길 수 없었다. 긴테쓰가 2001년에 우승할 당시에는 숀 버그만이나 제레미 파웰의 활약이 있었지만 버그만과 파웰은 구단 어드바이저였던 토미 라소다의 추천으로 입단했다.

### 야구 평론가로 복귀
2005년부터는 12년 만에 NHK와 오사카 닛칸 스포츠의 야구 해설위원으로 복귀했고 《간사이 뉴스 1번》에서 금요일에 방송되는 스포츠 코너에 고정 출연한 것 외에도 프로 야구와 메이저 리그 야구 해설 등을 담당하는 것과 주간 베이스볼에도 연재를 하고 있었다. 그 밖에 2005년 7월에 만화 《플레이볼》(간사이 TV 방송)에서 성우를 맡았고 2006년 6월 1일에는 오사카 산업대학의 객원 교수로 부임, 사업가로서도 개인 예능사무소인 ‘투르마사’를 운영하는 등 다방면에서도 활약하고 있다.

### 닛폰햄 감독

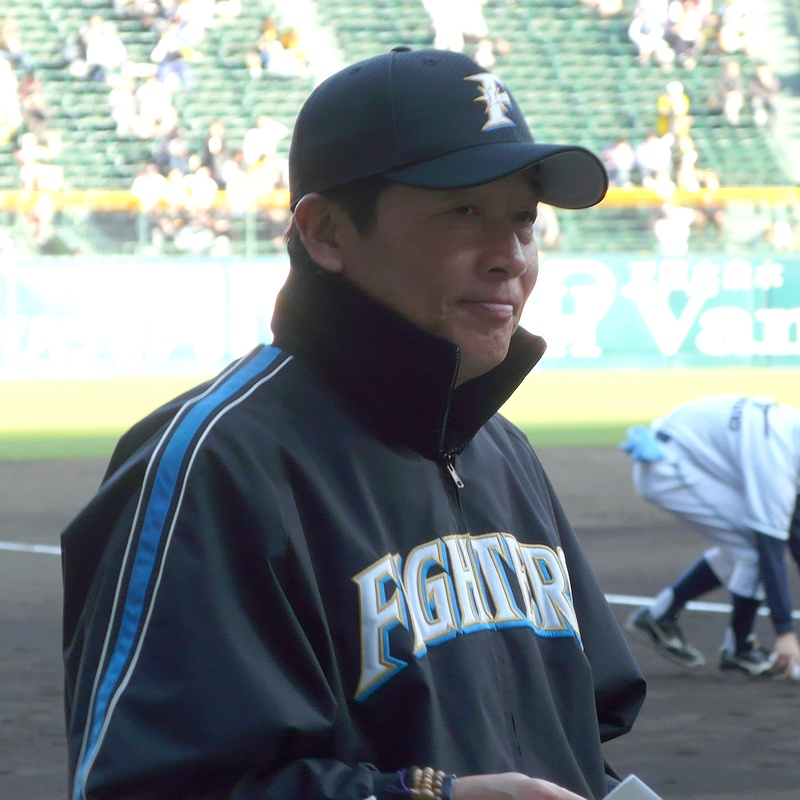
닛폰햄 감독 시절(2010년 5월 13일)

#### 2008년
2008년에 홋카이도 닛폰햄 파이터스의 감독으로 부임하면서 4년 만에 현장으로 복귀했다. 작년 2007년 11월 25일에 삿포로 돔에서 열린 닛폰햄 팬 페스티벌에서 전임 감독이던 트레이 힐만으로부터 나시다에게 등번호 88번을 계승하는 행사가 열렸다. 취임 1년째의 시즌에는 3위를 기록하며 시즌을 마쳤고 클라이맥스 시리즈 제1스테이지에서는 오릭스 버펄로스를 누르고 2연승을 기록하여 제2스테이지에 진출했지만 사이타마 세이부 라이온스에게 2승 4패(리그 우승 팀에게 줄 수 있는 어드벤티지를 포함한다)로 패하면서 일본 시리즈 진출에는 실패했다.

#### 2009년
닛폰햄 감독 2년째인 2009년에는 팀을 2년 만에 리그 우승을 이끌었고 긴테쓰 감독 시절인 2001년에 리그 우승을 이끈 이후 8년 만에 리그 우승을 달성했다. 정규 시즌 종료 후에 열린 클라이맥스 시리즈에서는 제1 스테이지 상대 팀인 후쿠오카 소프트뱅크 호크스와의 접전 끝에 승리했고 삿포로 돔에서 가진 도호쿠 라쿠텐 골든이글스와의 제2 스테이지에서도 4승 1패(리그 우승 팀에게 줄 수 있는 어드벤티지를 포함한다)의 성적을 기록하며 일본 시리즈 진출에 성공했다. 현역 시절을 포함해서 네 번째로 출전하게 된 일본 시리즈에서는 요미우리 자이언츠와 상대했지만 2승 4패의 성적을 기록하여 일본 시리즈 우승 달성에는 실패했다.

#### 2010년
그 해 1월, 1군 투수 코치였던 고바야시 시게루가 심부전으로 사망했고 긴테쓰 감독 시절인 2004년에 2군 타격 코치였던 스즈키 다카히사도 급성 기관지염으로 사망했다. 이후 정규 시즌에서는 주력 선수들의 부상과 성적 부진이 잇따르면서 팀은 침체되었고 결국 B클래스(4위 ~ 6위)에 해당되는 4위로 끝나 닛폰햄은 5년 만에 B클래스를 기록하여 시즌을 마쳤다.

#### 2011년
개막전 상대인 세이부와의 2연전(삿포로 돔)에서 연패를 당하는 등 불안한 모습을 보였지만 4월에는 10승 5패의 성적을 남기며 극복하는 등 순조로운 모습을 보여주었고 시즌 전반기에는 후쿠오카 소프트뱅크 호크스와 2강 구도를 형성해 선두 경쟁을 이끌었다. 그러나 시즌 종반인 9월에 6승 1무 18패라는 최악의 성적을 기록했고 최종적으로는 선두 소프트뱅크와의 17경기 반차이가 되는 2위로 시즌을 마쳤다. 클라이맥스 시리즈 제1 스테이지에서는 사이타마 세이부 라이온스와 상대했지만 시즌 종반에 부진했던 모습이 그대로 노출되어 결국 2연패를 당했다. 시즌 종료가 1개월 여를 앞둔 시점에서 일부 언론에서는 나시다의 향후 거취에 대한 관심이 쏠렸고 나시다 자신의 거취에 대해서는 9월 15일에 열린 기자회견에서 2011년 시즌 끝으로 감독직에서 물러나겠다고 밝혔다.
2011년 10월 16일 시점에서 한신 타이거스가 마유미 아키노부 감독의 퇴임과 동시에 유력한 차기 감독 후보로서 나시다의 이름을 거명했지만 그 후 구단이 1군 타격 코치를 맡고 있던 와다 유타카를 차기 감독으로 임명되면서 나시다의 초빙은 보류되었다.

### 닛폰햄 감독 퇴임 후
이듬해 2012년부터 NHK 야구 해설위원과 닛칸 스포츠 신문 서일본의 전속 야구 평론가로 발탁되었고 선데이 스포츠에 부정기적으로 출연하고 있다. 그리고 같은 해부터 ‘조지아혼’상의 심사위원도 맡았다.

### 라쿠텐 감독
2015년 10월 8일, 팀 성적 부진으로 사임한 오쿠보 히로모토의 후임으로 도호쿠 라쿠텐 골든이글스의 1군 감독으로 발탁됐다. 등번호는 자신의 희망에 의해서 99번으로 정했다.
2018년에는 닛폰햄 시절과 마찬가지로 하마다 고교 후배인 시미즈 마사지를 1군 외야 수비 주루 코치로 불러들였다. 5월 25일 후쿠오카 소프트뱅크 호크스전에서 승리하며 감독 통산 800승을 달성했다. 하지만 시즌 개막부터 팀은 침체를 겪는 등 6월 16일 한신전에서 패전한 이후 성적 부진(21승 1무 41패, 최하위)을 이유로 감독직에서 사임했다.

### 라쿠텐 감독 퇴임 후
2018시즌을 마친 뒤 그는 라쿠텐 감독에서 퇴임을 한 후 2019년에 NHK 야구 해설위원으로 다시 돌아왔다. 동시에 오사카 닛칸 스포츠의 야구 평론가로 활동하고 있다.

## 상세 정보

### 출신 학교
- 시마네 현립 하마다 고등학교

### 선수 경력
- 긴테쓰 버펄로스(1972년 ~ 1988년)

### 지도자·기타 경력
지도자
- 긴테쓰 버펄로스 1군 작전 겸 배터리 코치(1993년 ~ 1995년)
- 긴테쓰 버펄로스·오사카 긴테쓰 버펄로스 2군 감독(1996년 ~ 1999년)
- 오사카 긴테쓰 버펄로스 감독(2000년 ~ 2004년)
- 홋카이도 닛폰햄 파이터스 감독(2008년 ~ 2011년)
- 2013년 월드 베이스볼 클래식 일본 대표팀 야수 종합 코치
- 도호쿠 라쿠텐 골든이글스 감독(2016년 ~ 2018년 6월 16일)

해설자
- NHK 야구 해설자(1989년 ~ 1992년, 2005년 ~ 2007년, 2012년 ~ 2015년, 2019년 ~ )
- 닛칸 스포츠 평론가(2005년 ~ 2007년, 2012년 ~ 2015년)

### 수상·타이틀 경력
- 베스트 나인 : 3회(1979년 ~ 1981년)
- 다이아몬드 글러브상 : 4회(1979년 ~ 1981년, 1983년)
- 올스타전 MVP : 1회(1983년 2차전)

### 개인 기록

#### 첫 기록
- 첫 출장 : 1972년 7월 2일, 대 한큐 브레이브스 12차전(닛폰 생명 구장), 5번·중견수로서 선발 출장(정찰 요원 : 오가와 도루와 교체)
- 첫 안타 : 1972년 10월 16일, 대 난카이 호크스 26차전(오사카 구장), 4회초에 에모토 다케노리로부터
- 첫 타점 : 1973년 6월 19일, 대 한큐 브레이브스 전기 11차전(닛폰 생명 구장), 7회말에 요네다 데쓰야로부터
- 첫 홈런 : 1973년 8월 19일, 대 난카이 호크스 후기 5차전(오사카 구장), 4회초에 사토 미치오로부터
- 첫 도루 : 1973년 10월 2일, 대 다이헤이요 클럽 라이온스 후기 9차전(닛폰 생명 구장), 2루 도루

#### 기록 달성 경력
- 통산 1000경기 출장 : 1984년 6월 14일, 대 롯데 오리온스 15차전(이시카와 현립 야구장), 8번·포수로서 선발 출장 ※역대 246번째
- 통산 100홈런 : 1985년 7월 11일, 대 닛폰햄 파이터스 13차전(고라쿠엔 구장), 8회초에 고노 히로후미로부터 좌월 선제 결승 솔로 홈런 ※역대 138번째

#### 기타
- 올스타전 출장 : 6회(1979년 ~ 1981년, 1983년, 1985년, 1986년)
- 시즌 도루 저지율 : .536(1979년) ※퍼시픽 리그 기록(센트럴 리그에서는 후루타 아쓰야가 기록했는데 6할 4푼 4리가 일본 프로 야구 최고 기록으로 남아 있다)

### 등번호
- 52(1972년 ~ 1973년)
- 8(1974년 ~ 1988년)
- 73(1993년 ~ 2004년)
- 88(2008년 ~ 2011년)
- 99(2016년 ~ 2018년)

### 등록명
- 梨田 昌崇(1972년 ~ 1983년)
- 梨田 昌孝(1984년 ~ )

### 연도별 타격 성적
| 연 도       | 소 속       | 경 기 | 타 석 | 타 수 | 득 점 | 안 타 | 2 루 타 | 3 루 타 | 홈 런 | 루 타 | 타 점 | 도 루 | 도 루 자 | 희 생 번 | 희 생 플 | 볼 넷 | 고 4 | 사 구 | 삼 진 | 병 살 타 | 타 율 | 출 루 율 | 장 타 율 | O P S |
| ----------- | ----------- | ----- | ----- | ----- | ----- | ----- | ------- | ------- | ----- | ----- | ----- | ----- | -------- | -------- | -------- | ----- | ---- | ----- | ----- | -------- | ----- | -------- | -------- | ----- |
| 1972년      | 긴테쓰      | 9     | 3     | 3     | 0     | 2     | 0       | 0       | 0     | 2     | 0     | 0     | 1        | 0        | 0        | 0     | 0    | 0     | 0     | 0        | .667  | .667     | .667     | 1.333 |
| 1973년      | 긴테쓰      | 60    | 149   | 142   | 12    | 28    | 2       | 0       | 2     | 36    | 5     | 1     | 0        | 2        | 0        | 4     | 0    | 1     | 20    | 3        | .197  | .224     | .254     | .478  |
| 1974년      | 긴테쓰      | 115   | 280   | 247   | 14    | 48    | 10      | 0       | 2     | 64    | 18    | 2     | 4        | 6        | 0        | 22    | 2    | 5     | 41    | 1        | .194  | .274     | .259     | .533  |
| 1975년      | 긴테쓰      | 45    | 86    | 69    | 5     | 11    | 2       | 0       | 2     | 19    | 9     | 0     | 0        | 5        | 4        | 7     | 0    | 1     | 15    | 3        | .159  | .235     | .275     | .510  |
| 1976년      | 긴테쓰      | 48    | 57    | 48    | 7     | 13    | 1       | 1       | 3     | 25    | 10    | 1     | 1        | 3        | 0        | 5     | 0    | 1     | 13    | 1        | .271  | .352     | .521     | .873  |
| 1977년      | 긴테쓰      | 80    | 210   | 190   | 15    | 47    | 5       | 0       | 0     | 52    | 10    | 2     | 2        | 8        | 1        | 8     | 0    | 3     | 29    | 3        | .247  | .287     | .274     | .561  |
| 1978년      | 긴테쓰      | 58    | 141   | 120   | 17    | 32    | 4       | 2       | 7     | 61    | 30    | 3     | 2        | 7        | 3        | 9     | 0    | 2     | 15    | 1        | .267  | .321     | .508     | .829  |
| 1979년      | 긴테쓰      | 114   | 400   | 357   | 39    | 97    | 14      | 0       | 19    | 168   | 57    | 2     | 4        | 12       | 3        | 25    | 0    | 3     | 44    | 6        | .272  | .322     | .471     | .793  |
| 1980년      | 긴테쓰      | 118   | 404   | 360   | 55    | 105   | 26      | 2       | 15    | 180   | 55    | 1     | 0        | 10       | 4        | 27    | 0    | 3     | 58    | 14       | .292  | .343     | .500     | .843  |
| 1981년      | 긴테쓰      | 106   | 411   | 374   | 44    | 102   | 16      | 0       | 17    | 169   | 48    | 5     | 3        | 1        | 4        | 29    | 0    | 3     | 47    | 12       | .273  | .327     | .452     | .779  |
| 1982년      | 긴테쓰      | 91    | 306   | 279   | 31    | 81    | 8       | 0       | 10    | 119   | 35    | 6     | 0        | 3        | 2        | 22    | 0    | 0     | 42    | 8        | .290  | .340     | .427     | .766  |
| 1983년      | 긴테쓰      | 111   | 357   | 313   | 34    | 84    | 14      | 0       | 8     | 122   | 42    | 7     | 1        | 5        | 3        | 35    | 1    | 1     | 37    | 9        | .268  | .341     | .390     | .731  |
| 1984년      | 긴테쓰      | 84    | 273   | 241   | 29    | 60    | 9       | 2       | 7     | 94    | 29    | 4     | 3        | 5        | 1        | 22    | 0    | 4     | 26    | 6        | .249  | .321     | .390     | .711  |
| 1985년      | 긴테쓰      | 118   | 420   | 373   | 41    | 92    | 15      | 3       | 11    | 146   | 51    | 3     | 4        | 10       | 2        | 32    | 0    | 3     | 46    | 14       | .247  | .310     | .391     | .701  |
| 1986년      | 긴테쓰      | 79    | 227   | 199   | 24    | 43    | 8       | 0       | 6     | 69    | 25    | 2     | 0        | 6        | 3        | 17    | 0    | 2     | 27    | 5        | .216  | .281     | .347     | .627  |
| 1987년      | 긴테쓰      | 35    | 71    | 64    | 4     | 15    | 5       | 0       | 2     | 26    | 7     | 1     | 3        | 1        | 2        | 4     | 0    | 0     | 19    | 0        | .234  | .271     | .406     | .678  |
| 1988년      | 긴테쓰      | 52    | 71    | 65    | 4     | 14    | 2       | 0       | 2     | 22    | 8     | 1     | 1        | 0        | 0        | 6     | 0    | 0     | 13    | 2        | .215  | .282     | .338     | .620  |
| 통산 : 17년 | 통산 : 17년 | 1323  | 3866  | 3444  | 375   | 874   | 141     | 10      | 113   | 1374  | 439   | 41    | 29       | 84       | 32       | 274   | 3    | 32    | 492   | 88       | .254  | .312     | .399     | .711  |

### 연도별 수비 성적
| 연도 | 경기 | 도루 시도 | 도루 허용 | 도루 실패 | 저지율 |
| ---- | ---- | --------- | --------- | --------- | ------ |
| 1972 | 1    | 1         | 1         | 0         | .000   |
| 1973 | 60   | 47        | 28        | 19        | .404   |
| 1974 | 115  | 86        | 52        | 34        | .395   |
| 1975 | 45   | 20        | 11        | 9         | .450   |
| 1976 | 45   | 16        | 8         | 8         | .500   |
| 1977 | 77   | 57        | 35        | 22        | .386   |
| 1978 | 53   | 30        | 16        | 14        | .467   |
| 1979 | 108  | 69        | 32        | 37        | .536   |
| 1980 | 102  | 48        | 25        | 23        | .479   |
| 1981 | 98   | 80        | 47        | 33        | .413   |
| 1982 | 67   | 50        | 27        | 23        | .460   |
| 1983 | 82   | 76        | 47        | 29        | .382   |
| 1984 | 70   | 56        | 38        | 18        | .321   |
| 1985 | 114  | 104       | 77        | 27        | .260   |
| 1986 | 77   | 64        | 44        | 20        | .313   |
| 1987 | 27   | 13        | 8         | 5         | .385   |
| 1988 | 25   | 5         | 5         | 0         | .000   |
| 통산 | 1166 | 822       | 501       | 321       | .391   |

### 감독으로서의 팀 성적

#### 정규 시즌
| 연도        | 소속        | 순위        | 경기 | 승리 | 패전 | 무승부 | 승률 | 승차                         | 팀 홈런                      | 팀 타율                      | 팀 평균자책점                | 연령                         |
| ----------- | ----------- | ----------- | ---- | ---- | ---- | ------ | ---- | ---------------------------- | ---------------------------- | ---------------------------- | ---------------------------- | ---------------------------- |
| 2000년      | 긴테쓰      | 6위         | 135  | 58   | 75   | 2      | .436 | 20                           | 125                          | .262                         | 4.66                         | 47세                         |
| 2001년      | 긴테쓰      | 1위         | 140  | 78   | 60   | 2      | .565 | -                            | 211                          | .280                         | 4.98                         | 48세                         |
| 2002년      | 긴테쓰      | 2위         | 140  | 73   | 65   | 2      | .529 | 16.5                         | 177                          | .258                         | 3.93                         | 49세                         |
| 2003년      | 긴테쓰      | 3위         | 140  | 74   | 64   | 2      | .536 | 8.5                          | 187                          | .274                         | 4.30                         | 50세                         |
| 2004년      | 긴테쓰      | 5위         | 133  | 61   | 70   | 2      | .466 | 17                           | 121                          | .269                         | 4.46                         | 51세                         |
| 2008년      | 닛폰햄      | 3위         | 144  | 73   | 69   | 2      | .514 | 4                            | 82                           | .255                         | 3.54                         | 55세                         |
| 2009년      | 닛폰햄      | 1위         | 144  | 82   | 60   | 2      | .577 | -                            | 112                          | .278                         | 3.65                         | 56세                         |
| 2010년      | 닛폰햄      | 4위         | 144  | 74   | 67   | 3      | .525 | 3                            | 91                           | .274                         | 3.52                         | 57세                         |
| 2011년      | 닛폰햄      | 2위         | 144  | 72   | 65   | 7      | .526 | 18                           | 86                           | .251                         | 2.68                         | 58세                         |
| 2016년      | 라쿠텐      | 5위         | 143  | 62   | 78   | 3      | .443 | 25                           | 101                          | .257                         | 4.11                         | 63세                         |
| 2017년      | 라쿠텐      | 3위         | 143  | 77   | 63   | 3      | .550 | 15.5                         | 135                          | .254                         | 3.33                         | 64세                         |
| 2018년      | 라쿠텐      | 6위         | 63   | 21   | 41   | 1      | .339 | 16.5                         | 49                           | .229                         | 3.98                         | 65세                         |
| 통산 : 12년 | 통산 : 12년 | 통산 : 12년 | 1612 | 805  | 776  | 31     | .509 | A클래스 : 7회, B클래스 : 5회 | A클래스 : 7회, B클래스 : 5회 | A클래스 : 7회, B클래스 : 5회 | A클래스 : 7회, B클래스 : 5회 | A클래스 : 7회, B클래스 : 5회 |

- 2002년은 1경기 출장 정지(감독 대행은 마유미 아키노부).
- 2004년은 프로 야구 파업 사태로 인해 2경기를 치르지 않았음(대체 경기 없음).
- 2018년 6월 16일에 63경기째에서 팀 성적 부진으로 사퇴.

#### 포스트 시즌
| 연도   | 소속   | 경기명                                        | 상대팀                                      | 성적                          |
| ------ | ------ | --------------------------------------------- | ------------------------------------------- | ----------------------------- |
| 2001년 | 긴테쓰 | 일본 시리즈                                   | 야쿠르트 스왈로스(센트럴 리그 우승)         | 1승 4패(패전)                 |
| 2008년 | 닛폰햄 | 퍼시픽 리그 클라이맥스 시리즈 1스테이지       | 오릭스 버펄로스(퍼시픽 리그 2위)            | 2승 0패(2스테이지 진출)       |
| 2008년 | 닛폰햄 | 퍼시픽 리그 클라이맥스 시리즈 2스테이지       | 사이타마 세이부 라이온스(퍼시픽 리그 우승)  | 2승 4패(패전)                 |
| 2009년 | 닛폰햄 | 퍼시픽 리그 클라이맥스 시리즈 2스테이지       | 도호쿠 라쿠텐 골든이글스(퍼시픽 리그 2위)   | 4승 1패(일본 시리즈 진출)     |
| 2009년 | 닛폰햄 | 일본 시리즈                                   | 요미우리 자이언츠(센트럴 리그 우승)         | 2승 4패(패전)                 |
| 2011년 | 닛폰햄 | 퍼시픽 리그 클라이맥스 시리즈 퍼스트 스테이지 | 사이타마 세이부 라이온스(퍼시픽 리그 3위)   | 0승 2패(패전)                 |
| 2017년 | 라쿠텐 | 퍼시픽 리그 클라이맥스 시리즈 퍼스트 스테이지 | 사이타마 세이부 라이온스(퍼시픽 리그 2위)   | 2승 1패(파이널 스테이지 진출) |
| 2017년 | 라쿠텐 | 퍼시픽 리그 클라이맥스 시리즈 파이널 스테이지 | 후쿠오카 소프트뱅크 호크스(퍼시픽 리그 1위) | 2승 4패(탈락)                 |

- 성적에서의 굵은 글씨는 승리한 것을 나타냄.
- 클라이맥스 시리즈 제1스테이지는 3경기제이며, 먼저 2승을 한 팀이 제2스테이지에 진출, 리그 2위 팀에는 어드벤티지가 없음.
- 클라이맥스 시리즈 제2 스테이지는 6경기제이며, 먼저 4승을 한 팀이 일본 시리즈에 진출, 리그 우승 팀에게는 어드벤티지 1승이 미리 주어지고 있다.
- 2008년에는 리그 우승 팀인 세이부에게 줄 수 있었던 어드벤티지 1승에 의한 1패를 포함한다.
- 2009년에는 어드벤티지 1승을 포함한다.